# عشق دروغین
«عشق دروغین» (انگلیسی: Fake Love) ترانه‌ای ضبط شده در دو زبان کره‌ای و ژاپنی از گروه پسرانهٔ کره‌ای بی‌تی‌اس است. ترانه‌سرایی این آهنگ بر عهدهٔ «هیت‌من» بنگ، آراِم و پی‌داگ بوده و تهیه‌کنندگی آن را پی‌داگ انجام داده‌است. نسخهٔ کره‌ای توسط بیگ هیت انترتینمت در ۱۸ مه ۲۰۱۸ به عنوان تک‌آهنگ لید سومین آلبوم گروه به نام عاشق خودت باش: اشک (۲۰۱۸) منتشر شد.

## تاریخچهٔ انتشار
| کشور                | تاریخ         | نسخه     | قالب(ها)              | ناشر(ها)       | منابع       |
| ------------------- | ------------- | -------- | --------------------- | -------------- | ----------- |
| مختلف               | ۱۸ مه ۲۰۱۸    | اریجینال | دانلود دیجیتال استریم | بیگ هیت        | [ ۵ ] [ ۶ ] |
| مختلف               | ۴ ژوئن ۲۰۱۸   | ریمیکس   | دانلود دیجیتال استریم | بیگ هیت        | [ ۷ ]       |
| ایالات متحده آمریکا | ۱۲ ژوئن ۲۰۱۸  | اریجینال | هیت رادیو             | کلمبیا         | [ ۸ ]       |
| مختلف               | ۱۶ اکتبر ۲۰۱۸ | ژاپنی    | دانلود دیجیتال استریم | دف جم ویرجین   | [ ۹ ]       |
| ژاپن                | ۷ نوامبر ۲۰۱۸ | ژاپنی    | سی‌دی تک‌آهنگ           | دف جم ویرجین   | [ ۱۰ ]      |
| ژاپن                | ۷ نوامبر ۲۰۱۸ | ژاپنی    | سی‌دی + دی‌وی‌دی         | دف جم ویرجین   | [ ۱۱ ]      |
| ژاپن                | ۷ نوامبر ۲۰۱۸ | ژاپنی    | سی‌دی + بوک‌لت          | دف جم ویرجین   | [ ۱۲ ]      |
| ایالات متحده آمریکا | ۱۵ مارس ۲۰۱۹  | ژاپنی    | سی‌دی                  | بیگ هیت کلمبیا | [ ۱۳ ]      |